# Семья Буфалино
Семья Буфалино (англ. Bufalino family), также известна как семья Питтстона (англ. Pittston family), семья Скрантон-Питтстона (англ. Scranton Pittston family), семья Скрантон-Уилкс-Барре (англ. Scranton Wilkes-Barre family), семья Северо-восточной Пенсильвании (англ. Northeastern Pennsylvania family), мафия Северо-восточной Пенсильвании (англ. Northeastern Pennsylvania Mafia), и Скрантонская мафия (англ. Scranton Mafia)) — название семьи итало-американской мафии, активной прежде всего в городах северо-восточной Пенсильвании: Скрантон, Уилкс-Барре и Питтстон.

## История
История мафии Северо-восточной Пенсильвании началась с появления в Скрантоне (штат Пенсильвания) банды «Чёрная рука» (итал. Mano Nera), состоявшей из итальянских эмигрантов. Главой банды считался нью-йоркский гангстер Томмазо «Бык» Петто (англ. Tommaso "The Ox" Petto; 1879—1905), который ранее был ведущим киллером гарлемской семьи Морелло. В августе 1904 года Петто заподозрили в похищении Вито Ладуки, члена семьи Морелло, но никаких обвинений предъявлено не было. В 1905 году Томмазо Петто зарезали возле его дома в Уилкс-Барре (Пенсильвания).
После убийства Петто банду возглавил Стефано Латорре (1886—1984), эмигрировавший в США из Сицилии в 1903 году. Он и превратил банду в мафиозную семью Питтстона, со временем ставшую известной как семья Буфалино. Ближайшим помощником Латорре был его зять и земляк Санто Вольпе (итал. Santo Volpe) по прозвищу «Король рыцарей», босс мафии сицилийского городка Монтедоро, переехавший в США с подачи Стефано. Новую семью они формировали из земляков, привлекая уроженцев Монтедоро. В 1907 году Латорре был осуждён вместе с Чарльзом Буфалино, дядей будущего главы семьи Рассела Буфалино. В 1908 году Стефано Латорре ушёл с поста босса семьи Питтстона. Новым главой стал Вольпе, который возглавлял семью на протяжении четверти века.
Как и другие мафиозные семьи семья Скрантон-Питтстона расцвела во время «сухого закона». В это время в ней выделились четыре очень влиятельных члена. В их число помимо босса Вольпи также вошли Анджело Полицци, Джузеппе «Джо Барбер» Барбара и Джон Шиандра. В 1933 году Вольпе ушёл на покой и семью возглавил Джакомо «Джон» Шиандра (англ. Giacomo «John» Sciandra; 1899—1949), также уроженец Монтедоро. Консильери при Шиандре стал Полицци, сохраняя эту роль до своей смерти в 1957 году. Существует распространенное заблуждение, что Шиандра был убит в 1940 году, после чего семью, якобы, возглавил Джо Барбара, на самом деле Шиандра умер по естественным причинам в 1949 году.
После смерти Шиандры в семье долго не могли определиться с новым боссом и в течение десяти лет исполняющим обязанности главы был Рассел Буфалино.

### Барбара и Апалачинская конференция
В 1957 году Джозеф Барбара, предполагаемый капо мафии Северо-восточной Пенсильвании, провёл в своём доме в Апалачине (Нью-Йорк) конференцию американской мафии. Ей предшествовало совершённое несколькими неделями ранее убийство Альберта Анастазии и небольшое собрание в поместье Руджеро Боярдо в Нью-Джерси. Во встрече в Апалачине приняли участие более 100 глав мафии из США, Канады и Италии. Конференция мафии была сорвана полицией штата Нью-Йорк, которой удалось задержать 58 мафиозо, ещё около полусотни смогли сбежать. Позже Апелляционный суд второго округа США отклонил многие дела по юридическим вопросам. Первоначальная апелляция была подана Расселом Буфалино, который в то время был исполняющим обязанности босса, и оказалась успешной, оправдывая как его самого, так и, как следствие, всех других мафиозо, задержанных в Апалачине. Таким образом, провал Апалачинской встречи ударил по престижу и влиянию Барбары, ослабив его позиции, в то время как успешная защита в Апелляционном суде второго округа США значительно повысило статус Буфалино среди мафиози на национальной сцене.

### Эра Буфалино
Рассел Буфалино взял на себя управление семьей в качестве исполняющего обязанности босса в 1949 году после смерти прежнего главы семьи Джона Шиандра. Его консультантом был Санто Вольпе, который сам возглавлял семью с 1908 по 1933 год. После смерти Вольпе 2 декабря 1958 года Рассел Буфалино официально возглавил семью. Буфалино был союзником нью-йоркской семьи Дженовезе. В конце 1970-х годов он был заключён в тюрьму по обвинению в вымогательстве, связанном с взысканием долга, и исполняющим обязанности главы семьи стал Эдвард Шиандра, двоюродный брат Джона Шиандра, возглавлявшего группировку в 1933—1949 годах. Шиандре помогали управлять семьей консильери Ремо Аллио, капо Энтони Гуарнери, Джеймс Дэвид Остикко и Филипп Медико, а также солдаты Уильям Д’Элия, Анджело Буфалино, Джон Риццо, Анджело Сон и Джозеф Сперрацца. Рассел Буфалино был освобождён из тюрьмы в 1980 году, но уже в конце 1981 года он вновь был заключён в тюрьму после того, как его признали виновным в заговоре с целью убить Джека Наполи, свидетеля по делу о вымогательстве в 1978 году. Буфалино узнал о местонахождении Наполи, включённого в Программу защиты свидетелей, и вступил в сговор с гангстером из Лос-Анджелеса Джимми Фратианно и другим человеком, которого Рассел встретил в тюрьме, чтобы убить Наполи. Позже выяснилось, что Фратианно являлся информатором правоохранительных органов и дал показания против Буфалино в суде. Рассел был приговорен к десяти годам тюремного заключения и освобождён в 1989 году. Рассел Буфалино умер 25 февраля 1994 года по «естественным причинам» недалеко от Питтстона, штат Пенсильвания.
Рассел Буфалино, хотя возглавляемая им семья была небольшой, пользовался значительным влиянием в «Коза ностра». Комитет Маклеллана, много лет занимавшийся расследованием связей мафии и профсоюза водителей-дальнобойщиков, охарактеризовал Буфалино как «…одного из самых безжалостных и влиятельных лидеров мафии в Соединённых Штатах». Утверждалось, что в начале 1970-х годов Буфалино был назначен мафиозной Комиссией «временным начальником» или санкционированным надзирателем семьи Дженовезе в то время, когда та испытывала внутренние трудности. О влиянии Буфалино говорит, в частности, тот факт, что при нём семья стала называться семья Буфалино, сохранив это название и после его смерти.

### Лидерство Д’Элиа
Уильям «Большой Билли» Д'Элиа возглавил мафию северо-восточной Пенсильвании в качестве исполняющего обязанности в 1990 году, так как босс семьи Рассел Буфалино был очень стар, а прежний исполняющий обязанности босса Эдвард Шиандра ушёл на покой. После смерти Буфалино в 1994 году, «Большой Билли» стал боссом семьи уже официально. Свою криминальную карьеру Д’Элиа начал в семье Буфалино в конце 1960-х годов в качестве водителя Буфалино после того, как его сестра вышла замуж за единственного сына капо Джеймса Дэвида Остикко. По данным комиссии по преступности Пенсильвании, Д’Элиа был включён в команду капо Филиппа Медико. Д’Элиа довольно быстро продвигался по служебной лестнице, чему способствовали обвинительные приговоры, вынесенные многим членам семьи в 1980-х и 1990-х годах. Он взял на себя контроль за бизнесом по вывозу твердых отходов, а также наблюдал за традиционными мафиозными делами, которыми управляли члены и партнёры семьи. Д’Элиа также пытался пополнить стареющие ряды семьи, но с ограниченным успехом. Босс Д’Элиа работал с другими криминальными семьями в Нью-Йорке, Питтсбурге, Филадельфии, Флориде и Лос-Анджелесе. В 1990-х годах Д’Элиа был связан со схемой отмывания денег, в которой участвовали многочисленные букмекерские конторы северо-восточной Пенсильвании, эскорт-службы, коррумпированные политики и представители российской организованной преступности. Д’Элиа был тесно связан с семьей Филадельфии. Когда босс семьи Филадельфии Джон Станфа был заключён в тюрьму, Д’Элиа был одним из тех, кого он выбрал в качестве временного смотрителя семьи.
31 мая 2001 года агенты Отдела уголовных расследований Налогового управления США, почтовые инспекторы и полиция штата Пенсильвания оформили ордера на обыск в домах Д’Элии, его любовницы Джини Стентон, Томаса Джозефа и бывшего осведомителя Комиссии по преступности Пенсильвании Сэмюэля «Куча» Марранка, конфискуя записи в ходе продолжающегося расследования. Марранка был определён как информатор, работающий на ФБР и полицию штата Пенсильвания. Он также давал показания против Луи ДеНейплса перед Четвёртым Большим жюри, проводящим расследование по всему штату, в отношении банды ДеНейплса и его казино Mount Airy. Марранка также помогал Комиссии по расследованию преступлений в расследовании дела члена семьи Буфалино Джозефа «Детройт» Шиандра и его причастности к распространению контрафактной дизайнерской одежды и незаконным спортивным ставкам. 26 февраля 2003 года Д’Элиа был запрещен вход в казино Атлантик-Сити (штат Нью-Джерси) из-за информации, предоставленной Федеральным бюро расследований и Комиссией по преступности Пенсильвании.
31 мая 2006 года Д’Элиа было предъявлено обвинение в отмывании 600 000 долларов США в виде незаконных доходов от наркотиков, полученных от находящегося во Флориде соучастника семьи Буфалино и члена семьи Луккезе Филиппа Фиппера Форджоне. В то время как Д’Элиа был освобожден под залог, он попросил человека, оказавшегося информатором Таможенной службы США убить свидетеля по этому делу и был заключён в тюрьму до возможного признания вины и вынесения приговора. В марте 2008 года Д’Элиа признал себя виновным в фальсификации и отмывании денег, после чего был приговорён к девяти годам тюремного заключения. Д’Элиа сотрудничал с правительством и дал показания против Луи ДеНейплса, владельца Mount Airy Casino Resort в горах Поконо. В 2010 году срок Д’Элиа сократили на два года за содействие правительству в расследовании дела ДеНейплса.

### Текущее состояние
В 2011 году Дэйв Яноски взял интервью у Джеймса Канави, бывшего следователя Комиссии по преступности Пенсильвании. По словам Канави, в северо-восточной Пенсильвании больше нет отдельной семьи.

## Лидеры
- 1900—1903 — Томмазо «Бык» Петто (англ. Tommaso "The Ox" Petto; 1879—1905) — убит.[3]
- 1903—1908 — Стефано Латорре[англ.] (1886—1984) — ушёл в отставку.[3]
- 1908—1933 — Санто «Король рыцарей» Вольпе (англ. Santo "King of The Knights" Volpe)[2] — вышел на покой.[3][8]
- 1933—1949 — Джакомо «Джон» Шиандра (англ. Giacomo «John» Sciandra; 1899—1949)[2] — умер.[2][3][8]
  - и. о. 1949—1959 — Розарио Альберто «Рассел» Буфалино (англ. Rosario Alberto "Russell" Bufalino; 1903—1994)[3][8] — стал боссом
- 1959—1994 — Рассел Буфалино[3][8] — находился в тюрьме с 1978 по 1989 год; умер.[1]
  - и. о. 1975—1989 — Эдвард «Эдди Кондуктор» Шиандра (англ. Edward "Eddie The Conductor" Sciandra; 1912—2003)[3][8] — находился в тюрьме в 1981—1982 годах; получил помощь от Энтони Гуарнери и Уильяма Д’Элиа, ушёл на покой.[1]
  - и. о. 1990—1994 — Уильям «Большой Билли» Д'Элиа[англ.] (англ. William "Big Billy" D'Elia; род. в 1946)[1] — стал боссом.
- 1994—2008 — Уильям Д'Элиа[англ.][3][8] — в 2006 году предъявлено обвинение в отмывании доходов, в 2008 году признал себя виновным и дал показания перед большим жюри в обмен на снисходительность.[23][24]

## Известные члены
- Джеймс Остикко (англ. James Osticco) — был заместителем у Рассела Буфалино.[1] Умер в 1990 году.
- Анджело Полицци (англ. Angelo Polizzi) — был консильери у Джона Шиандры.[2]
- Энтони Ф. Гуарнери (англ. Anthony F. Guarnieri) — бывший капо,[1] один из ближайших помощников Эдварда Шиандры, когда тот был исполняющим обязанности босса семьи, умер в 1992 году.
- Фрэнк Кэнноне (англ. Frank Cannone) — бывший солдат, управлял букмекерскими операциями в Бингемтоне (штат Нью-Йорк), умер.[1]
- Энтони Дж. Моско (англ. Anthony J. Mosco) — бывший солдат, работал в Бингемтоне (штат Нью-Йорк).[1] Отсидел 17 лет в федеральной тюрьме за рэкет наряду с капо Энтони Гуарнери и другими членами семьи и соучастниками.
- Фрэнк «Ирландец» Ширан (англ. Frank "The Irishman" Sheeran; 1920—2003) — профсоюзный деятель, бывший соучастник[25] и штатный киллер семьи. Является подозреваемым в исчезновении Джеймса Хоффа.